# مانويل برومبرج
مانويل برومبرج (بالإنجليزية: Manuel Bromberg)‏ (و. 1917 – م) هو رسام من الولايات المتحدة الأمريكية .